# Patinage artistique aux Jeux olympiques de 2026
Navigation
Pékin 2022 Alpes françaises 2030
Les épreuves de patinage artistique aux Jeux olympiques d'hiver de 2026 se déroulent du 6 au 21 février 2026 au Mediolanum Forum de Milan en Italie.

## Qualifications
Au total, 142 places de quota sont disponibles sachant qu'un comité national peut inscrire un maximum de 18 athlètes, soit 9 hommes et 9 femmes avec un maximum de trois inscription par discipline. Un « Quota d'Athlètes Supplémentaires » permet d'inscrire jusqu'à 5 patineurs supplémentaires, portant le total potentiel à 147. L'Italie, pays hôte, est prioritaire pour ces places supplémentaires. Ainsi, si elle satisfait aux critères minimums, elle peut être inscrite dans chaque épreuve, à l'exception de l'épreuve par équipes. S'ils ne sont pas utilisés, ces cinq quotas peuvent servir à qualifier les nations pour l'épreuve par équipes, si elles n'ont besoin que d'une inscription dans une discipline supplémentaire.
Il n'existe pas de qualification individuelle pour les Jeux, laissant le choix des athlètes à la discrétion du comité national. Selon le règlement de l'ISU, les pays doivent sélectionner leurs participants parmi les patineurs ayant obtenu un score total combiné minimum aux éléments techniques (TES) lors d'une compétition internationale reconnue par l'ISU au plus tard le 26 janvier 2026.
Sur la base des résultats des championnats du monde 2025, l'Union internationale de patinage autorise chaque pays à présenter de une à trois inscriptions par discipline.
| Nombre d'inscriptions | Messieurs                                                                                               | Dames | Couples                                                                  | Danse sur glace                               |
| --------------------- | --- | --- | ------------------------------------------------------------------------ | --------------------------------------------- |
| 3                     | États-Unis Japon                                                                                        | États-Unis Japon | —                                                                        | Canada États-Unis                             |
| 2                     | France Italie Lettonie                                                                                  | Corée du Sud Suisse | Canada Italie Allemagne États-Unis                                       | Tchéquie Finlande France Royaume-Uni          |
| 1                     | Kazakhstan Corée du Sud Géorgie Suisse Canada Azerbaïdjan Slovaquie Suède Chine Estonie Espagne Pologne | Belgique Estonie Canada Italie Kazakhstan France Israël Autriche Finlande Roumanie Pologne Bulgarie Royaume-Uni Lituanie | Japon Géorgie Australie Hongrie Ouzbékistan Royaume-Uni Pologne Pays-Bas | Italie Espagne Géorgie Allemagne Corée du Sud |

Il y a une deuxième chance de pouvoir gagner un quota en participant à une compétition de qualification qui se tient du 17 au 21 septembre 2025 à Pékin.

## Calendrier
| Heure | Horaire local de l'épreuve (UTC +1) Heure de Rome (UTC +1) |

| Épreuves        | Épreuves        | Jour de compétition (Février 2026)               | Jour de compétition (Février 2026) | Jour de compétition (Février 2026)               | Jour de compétition (Février 2026) | Jour de compétition (Février 2026) | Jour de compétition (Février 2026) | Jour de compétition (Février 2026) | Jour de compétition (Février 2026) | Jour de compétition (Février 2026) | Jour de compétition (Février 2026) | Jour de compétition (Février 2026) | Jour de compétition (Février 2026) | Jour de compétition (Février 2026) | Jour de compétition (Février 2026) | Jour de compétition (Février 2026) | Jour de compétition (Février 2026) |
| Épreuves        | Épreuves        | Ven. 6                                           | Sam. 7                             | Dim. 8                                           | Lun. 9                             | Mar. 10                            | Mer. 11                            | Jeu. 12                            | Ven. 13                            | Sam. 14                            | Dim. 15                            | Lun. 16                            | Mar. 17                            | Mer. 18                            | Jeu. 19                            | Ven. 20                            | Sam. 21                            |
| Messieurs       | Messieurs       | NC                                               | NC                                 | NC                                               |                                    | Programme court 18:30-22:45        |                                    |                                    | Programme libre 19:30-23:15        |                                    |                                    |                                    |                                    |                                    |                                    |                                    | Gala 20:00-22:30                   |
| Dames           | Dames           | NC                                               | NC                                 | NC                                               |                                    |                                    |                                    |                                    |                                    |                                    |                                    |                                    | Programme court 18:45-23:00        |                                    | Programme libre 19:00-23:15        |                                    | Gala 20:00-22:30                   |
| Couples         | Couples         | NC                                               | NC                                 | NC                                               |                                    |                                    |                                    |                                    |                                    |                                    | Programme court 19:45-22:55        | Programme libre 20:00-23:10        |                                    |                                    |                                    |                                    | Gala 20:00-22:30                   |
| Danse sur glace | Danse sur glace | NC                                               | NC                                 | NC                                               | Danse rythmique 19:20-22:55        |                                    | Danse libre 19:30-23:15            |                                    |                                    |                                    |                                    |                                    |                                    |                                    |                                    |                                    | Gala 20:00-22:30                   |
| Par équipe      | Par équipe      | Danse/ d.R. Couple/ p.C. Femme/ p.C. 09:55-14:55 | Homme/ p.L. Danse/ d.L. 9:45-22:55 | Couple/ p.L. Femme/ p.L. Homme/ p.L. 19:30-23:05 |                                    |                                    |                                    |                                    |                                    |                                    |                                    |                                    |                                    |                                    |                                    |                                    | Gala 20:00-22:30                   |

## Podiums
| Épreuves                                | Or | Argent | Bronze |
| --------------------------------------- | -- | ------ | ------ |
| Messieurs résultats détaillés           |    |        |        |
| Dames résultats détaillés               |    |        |        |
| Couples résultats détaillés             |    |        |        |
| Danse sur glace résultats détaillés     |    |        |        |
| Épreuve par équipes résultats détaillés |    |        |        |

## Tableau des médailles
| Rang  | Pays  | Médaille d'or, Jeux olympiques | Médaille d'argent, Jeux olympiques | Médaille de bronze, Jeux olympiques | Total |
| Total | Total | -                              | -                                  | -                                   | -     |

## Détails des compétitions

### Messieurs
| Médaille d'or, Jeux olympiques              |  |  |  |  |  |    |
| Médaille d'argent, Jeux olympiques          |  |  |  |  |  |    |
| Médaille de bronze, Jeux olympiques         |  |  |  |  |  |    |
| Patineurs éliminés après le programme court |  |  |  |  |  |    |
|                                             |  |  |  |  |  | NC |

### Dames
| Médaille d'or, Jeux olympiques               |  |  |  |  |  |    |
| Médaille d'argent, Jeux olympiques           |  |  |  |  |  |    |
| Médaille de bronze, Jeux olympiques          |  |  |  |  |  |    |
| Patineuses éliminés après le programme court |  |  |  |  |  |    |
|                                              |  |  |  |  |  | NC |

### Couples
| Médaille d'or, Jeux olympiques            |  |  |  |  |  |    |
| Médaille d'argent, Jeux olympiques        |  |  |  |  |  |    |
| Médaille de bronze, Jeux olympiques       |  |  |  |  |  |    |
| Couples éliminés après le programme court |  |  |  |  |  |    |
|                                           |  |  |  |  |  | NC |

### Danse sur glace
| Médaille d'or, Jeux olympiques            |  |  |  |  |  |    |
| Médaille d'argent, Jeux olympiques        |  |  |  |  |  |    |
| Médaille de bronze, Jeux olympiques       |  |  |  |  |  |    |
| Couples éliminés après le programme court |  |  |  |  |  |    |
|                                           |  |  |  |  |  | NC |

### Épreuve par équipes
| Rang                                | Nation | Programme court | Programme court | Programme court | Programme court | Programme libre | Programme libre | Programme libre | Programme libre | Points |
| Rang                                | Nation | Messieurs       | Couples         | Danse           | Dames           | Couples         | Messieurs       | Dames           | Danse           | Points |
| ----------------------------------- | ------ | --------------- | --------------- | --------------- | --------------- | --------------- | --------------- | --------------- | --------------- | ------ |
| Médaille d'or, Jeux olympiques      |        |                 |                 |                 |                 |                 |                 |                 |                 |        |
| Médaille d'argent, Jeux olympiques  |        |                 |                 |                 |                 |                 |                 |                 |                 |        |
| Médaille de bronze, Jeux olympiques |        |                 |                 |                 |                 |                 |                 |                 |                 |        |
| 4                                   |        |                 |                 |                 |                 |                 |                 |                 |                 |        |
| 5                                   |        |                 |                 |                 |                 |                 |                 |                 |                 |        |
| 6                                   |        |                 |                 |                 |                 | Non qualifiés   | Non qualifiés   | Non qualifiés   | Non qualifiés   |        |
| 7                                   |        |                 |                 |                 |                 | Non qualifiés   | Non qualifiés   | Non qualifiés   | Non qualifiés   |        |
| 8                                   |        |                 |                 |                 |                 | Non qualifiés   | Non qualifiés   | Non qualifiés   | Non qualifiés   |        |
| 9                                   |        |                 |                 |                 |                 | Non qualifiés   | Non qualifiés   | Non qualifiés   | Non qualifiés   |        |
| 10                                  |        |                 |                 |                 |                 | Non qualifiés   | Non qualifiés   | Non qualifiés   | Non qualifiés   |        |